# Земноводные комары
Земново́дные комары́ (лат. Dixidae) — семейство двукрылых насекомых из подотряда длинноусых (Nematocera). 

## Описание
Имаго длиной до 5 мм, без чешуек на теле и крыльях. Окраска тела — от жёлтой до чёрной. Жгутик усика состоит из 14 члеников. Личинка длиной от 3 до 25 мм, обычно задний конец её тела загнут к голове, что придаёт личинке U-образную форму. Голова округлая, сильно склеротизирована.

## Биология
Личинки обитают под плёнкой поверхностного натяжения чистых стоячих водоёмов, как правило, в зоне прибрежной растительности.

## Классификация
В мировой фауне известно 197 видов из 9 родов.

## Примечания

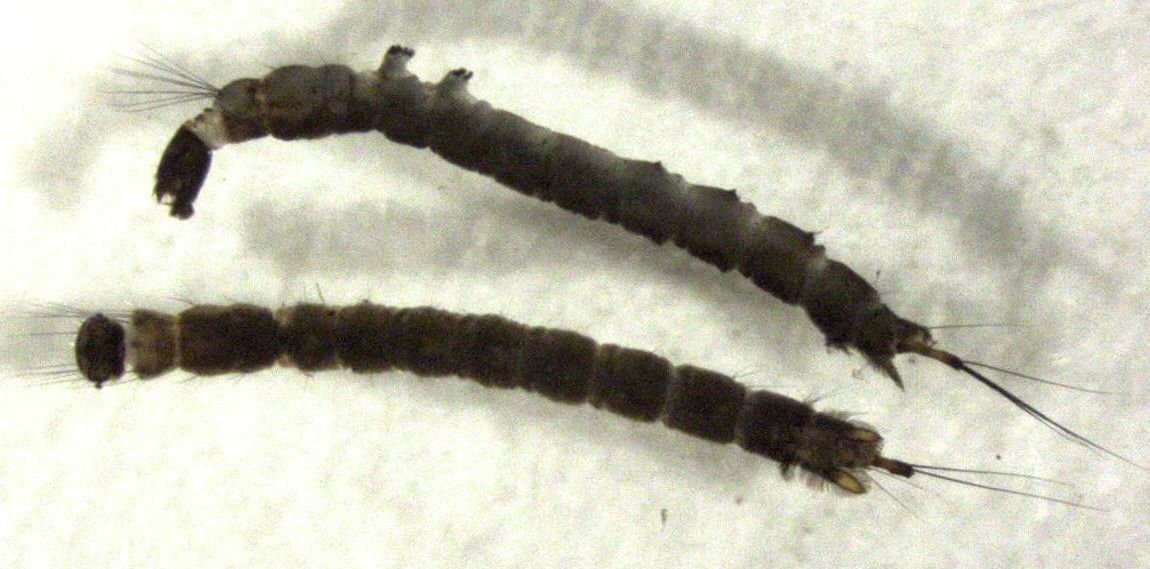
Личинки неопределённого вида Dixella из Новой Зеландии